# 3 Wileńska Brygada Armii Krajowej
3 Wileńska Brygada Armii Krajowej – polski oddział partyzancki Okręgu Wilno Armii Krajowej.
Brygada powstała w pierwszej połowie września 1943 w rejonie Sużan. Organizatorem oddziału był por. Gracjan Fróg ps. „Góral” i „Szczerbiec”. Brygada walczyła między innymi w Turgielach, Rudominie, Polanach i Mikuliszkach. W nocy z 29 na 30 czerwca opanowała Troki, zdobywając znaczne ilości broni, amunicji i wyposażenia wojskowego. W maju skutecznie walczyła z litewskimi oddziałami Lietuvos Vietine Rinktine i opanowała Murowaną Oszmiankę. W dniach 6-8 lipca 1944 walczyła o Wilno w ramach operacji „Ostra Brama”.
Brygada liczyła około 800 ludzi.

## Formowanie brygady
3 września 1943 roku z punktu kontaktowego na Antokolu wyruszył w pole 8-osobowy oddział ochotników pod dowództwem ppor. „Dzika”. Uzbrojenie stanowił pistolet maszynowy, trzy karabiny, pistolet parabellum, dwa nagany, niewielka ilość amunicji oraz klucz do rozkręcania szyn i nożyce do cięcia drutu. Na pierwszym postoju partyzanci przybrali pseudonimy: „Bosy”, „Gruby”, „Kim”, „Mister”, „Potnian”, „Sęp” i „Zaskoczek”.
5 września grupa „Dzika” dotarła do lasów na północ od Sużan, nad Jezioro Dubińskie. W gąszczu leśnym zbudowano prowizoryczny szałas, a następnie w ciągu dwóch tygodni doskonale zamaskowaną ziemiankę – bunkier.
13 września wyruszyła z Wilna (Rejon „Śródmieście”) kolejna grupa ochotników pod dowództwem por. „Górala”. Oddział nosił nazwę: „Oddział Lotny im. Króla Bolesława Chrobrego”. Na miejsce zbiórki wyznaczono tzw. Czarci Jar w lesie belmonckim. Przybyli: „Baśka”, „Benek”, „Dąb”, „Jawor”, „Klon”, „Leśny”, „Leszczyna”, „Leszcz”, „Milimetr”, „Okoń”, „Pud”, „Strumyk”, „Szczupak”, „Wandal”, „Wiąz” oraz „Brzoza” i „Madziar”. Grupa „Górala” była tylko częściowo uzbrojona. Oddział pomaszerował w kierunku na Niemenczyn.
Pod koniec września wyruszył z Wilna „Dżumba” z zadaniem doprowadzenia do połączenia obu grup i przejęcia dowództwa przez „Górala”. 1 października natrafił na patrol grupy „Dzika”. Wspólnie odnaleźli oddział „Górala”, nawiązując kontakt z pozostałą częścią grupy „Dzika”, doprowadził do scalenia obu grup. „Góral” przejął dowodzenie i już jako „Szczerbiec” organizował działalność partyzancką oddziału.

### Bunt w brygadzie
20 grudnia 1943 roku, przybyły z Wilna, mjr „Dąbek” zarządził odprawę kierowniczej kadry oddziału. Wzięli w niej udział: „Szczerbiec”, dowódcy plutonów: „Bury” i „Joe”, lekarz „Lancet”, adiutant „Leszczyna”, szef oddziału „Maroczy” oraz pchor. „Lemiesz”. „Dąbek” poinformował zebranych o decyzji zmiany na stanowisku dowódcy brygady. Miejsce „Szczerbca” miał zająć „Otto”. Jeden z dowódców plutonów (lub „Leszczyna”) powiadomił o tym zamiarze zebranych nieopodal partyzantów. Powołana naprędce „rada oddziału” postanowiła przeciwstawić się tej decyzji w formie jawnego protestu, rozbroić uczestników narady i nie dopuścić do zmiany dowódcy. Rebelianci wkroczyli z bronią w ręku na miejsce obrad, rozbroili „Dąbka”, „Andrzeja” i „Otto” oraz (dla pozoru) „Szczerbca”, po czym gości odprowadzono na inną kwaterę i oddano pod straż. „Szczerbcowi” zaproponowano, by pozostał nadal dowódcą, deklarując mu pełną lojalność i bezwzględne podporządkowanie się jego rozkazom.

## Działania partyzanckie

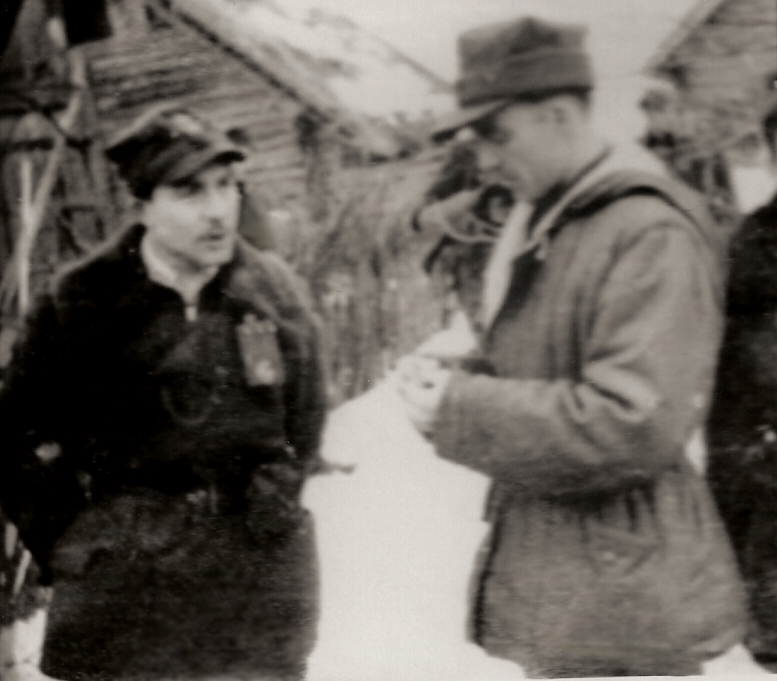
Romuald Rajs „Bury” (z lewej) i Piotr Motylewicz „Szczepcio” dowodzili w bitwie pod Mikuliszkami

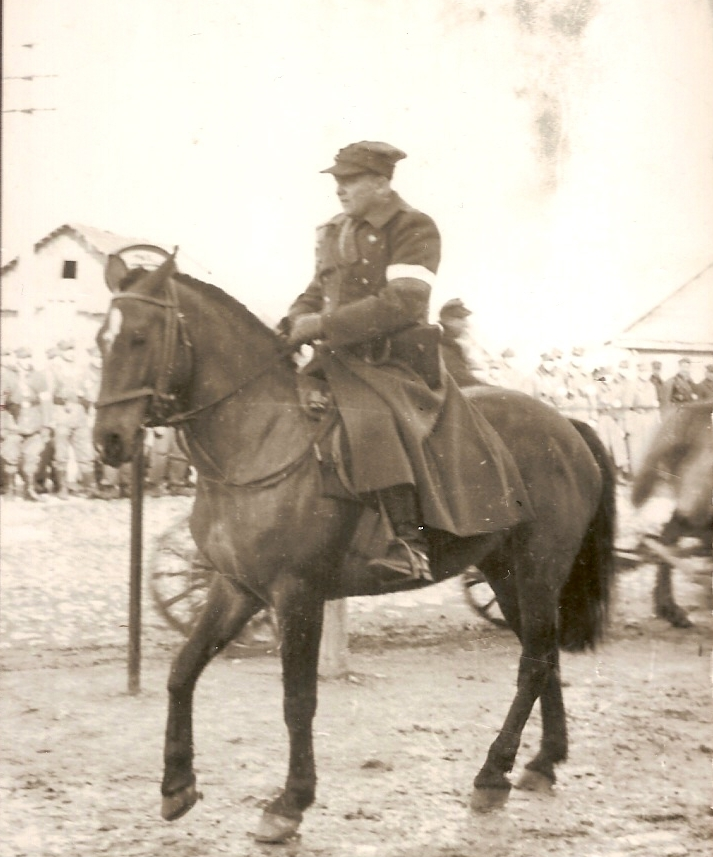
Dowódca 3 Wileńskiej Brygady AK Gracjan Fróg ps. „Szczerbiec”

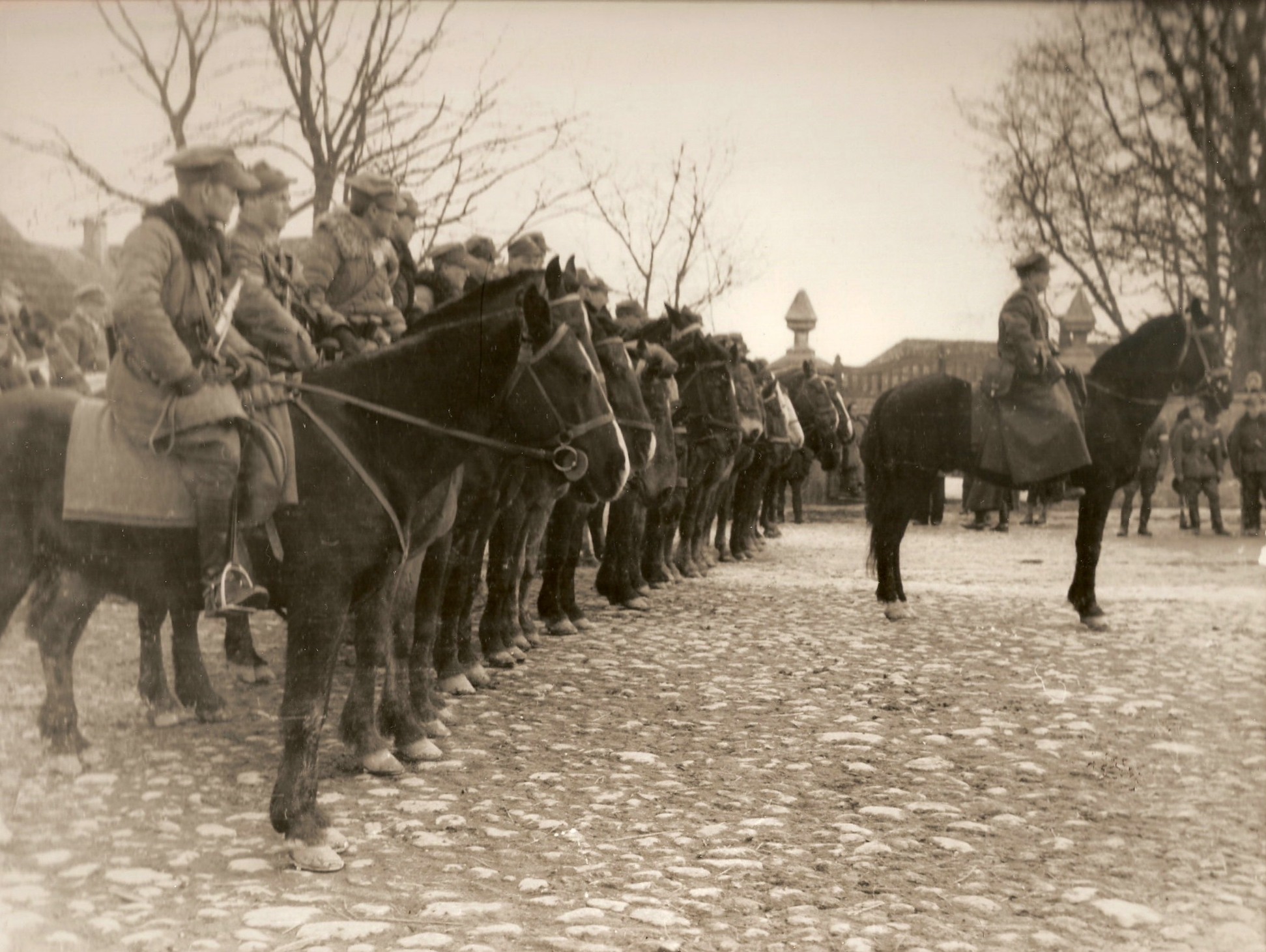
3 Wileńska Brygada AK w Turgielach - 9.04.1944

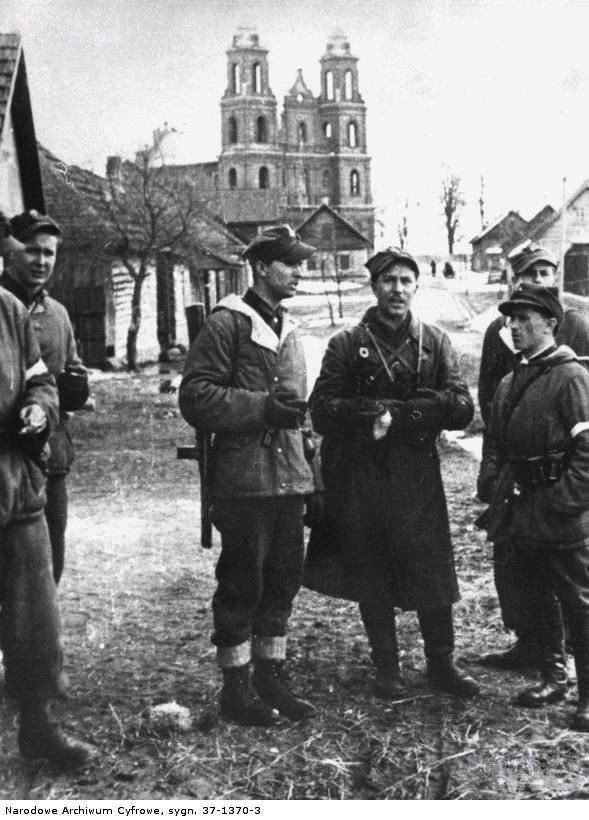
Żołnierze 3 Wileńskiej Brygady AK w Turgielach 1944

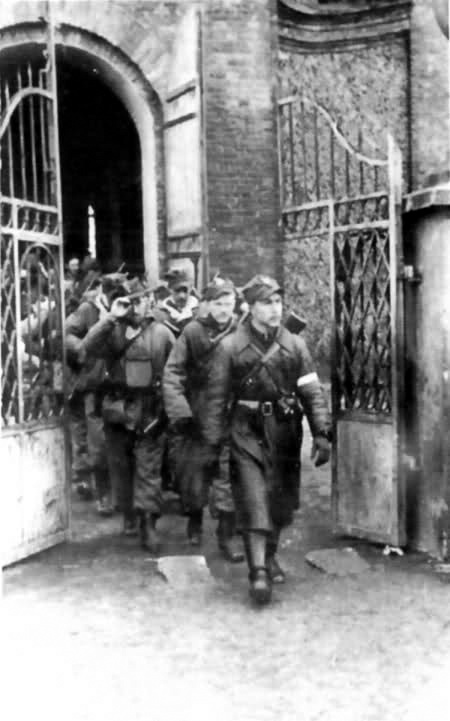
1 kompania szturmowa 3 Wileńskiej Brygady AK wychodzi z kościoła w Turgielach, na czele Romuald Rajs „Bury” (04.1944)

Na początku stycznia 1944 brygada działała w południowo-wschodniej części Inspektoratu A (na południe od Wilna). 8 stycznia, po bitwie pod Mikuliszkami, w której zginął dowodzący Piotr Motylewicz „Szczepcio”, wycofała się pod Woronowo. Kilka dni później do brygady wrócił „Szczerbec” i kompanie wróciły na teren Inspektoratu A do wsi Piełokańce. We wsi stacjonowała też 6 Brygada. Około 23.00 w nocy z 17 na 18 stycznia obie brygady uderzyły na Rudomino. Obiektami ataku były: posterunek policji, poczta i domy mieszkalne urzędników. Litewscy policjanci poddali się. Kilku z nich otrzymało karę chłosty. Policjantom wyjaśniono że: „Litwini i ludność litewska powinni wystąpić przeciw Hitlerowi i Niemcom”. Po akcji na Rudomino dwie brygady wycofały się na teren Inspektoratu F i ześrodkowały się w pobliżu Polan.
Tam do brygad dołączyli się ochotnicy z Wilna, Taboryszek i obwodu oszmiańskiego.
21 stycznia brygady 3 i 6, działając wspólnie, zaatakowały Polany. Nie było w nich jednak litewskich policjantów. Zdołali zbiec do pobliskich Oszmian. Zniszczono dokumentację w gminie i w siedzibie policji. Po tej akcji 3 i 6 brygady przeszły do Soł, a dwa dni później przemaszerowały na południe od Turgiel.
Pod koniec stycznia 7-osobowy patrol brygady, dokonał brawurowej akcji zdobycia Szumska. Nocą w jego własnym mieszkaniu ujęto komendanta policji i zmuszono do poddania posterunku. Na rozkaz komendanta 29 litewskich policjantów złożyło broń. Zdobyto 2 rkm, 15 kb, kilka pistoletów maszynowych i broni krótkiej, amunicję, granaty, ubrania ochronne i znaczną ilość artykułów żywnościowych.
5 lutego do 3 i 6 brygady przybył na inspekcję komendant „Wilk”. Po inspekcji obie brygady przesunęły się do Mikuliszek. Następnie dokonano rajdu do Graużyszek i Toboryszek na teren Inspektorat F. 20 lutego 1944 3 Brygada weszła do Graużyszek i rozbiła miejscową załogę litewską, a 23 lutego urządziła zasadzkę pod Miednikami.
27 lutego brygada dokonała akcji na stację kolejową Kiena, a 28 lutego uderzyła na jednostkę Wehrmachtu pod Kieną. 1 marca pod Szumskiem dla potrzeb kawalerii brygady zarekwirowano konie. 11 marca walczono w Mickunach. Opanowano posterunek policji litewskiej i zniszczono akta gminne. 13 marca brygada weszła na teren Inspektorat F i uderzyła na Graużyszki. Posterunek policji został zdobyty, zniszczono akta gminne.
Pod koniec marca brygada przemieściła się w okolice Puszczy Rudnickiej na południe od Wilna. Na obszarze tym działała już 7 Brygada Partyzancka. W czasie spotkania brygad doszło do krótkiej wymiany bratobójczego ognia. Przednia straż 3 Brygady była ubrana w niemieckie mundury, a biało-czerwonych opasek z daleka nie zauważono.
Podczas spotkania ustalono plan współdziałania. Dotyczyło ono między innymi wspólnej akcji na Nowe Troki. Celem odwrócenia uwagi niemieckiego garnizonu, zaplanowano pozorny atak kawalerii 3 Brygady na Landwarów. W chwili, kiedy kawaleria rozpoczęła ostrzeliwanie Landwarowa, pozostałą część 3 Brygady i pluton 7 Brygady uderzyły na Nowe Troki. Pozostała część 7 Brygady stanowiła ubezpieczenie. Zdobyto Arbeitsamt, gdzie spalono wszystkie dokumenty. Szczególnie zaciekłe walki toczyły się przy zdobywaniu siedziby Gestapo i koszar policji litewskiej. Partyzanci odnieśli zwycięstwo. Zwolniono 45 Polaków z miejscowego więzienia. W akcji zginął jeden żołnierz, 10 zostało rannych. Zdobyto bardzo dużą ilość broni, amunicji, granatów, mundurów, żywności, papierosów, maszyn do pisania. Nad ranem brygady wykonały 30-kilometrowy odskok.
W kwietniu 3 Brygada „Szczerbca” uznawana była za najsilniejszy i najbardziej doświadczony oddział Inspektoratu A. Na początku kwietnia brygada kwaterowała w Skorbucianach. Jej patrol rozbroił wtedy oddział Holendrów w pobliskim młynie. Na okres świąt wielkanocnych brygada przeniosła się do Turgiel. 9 kwietnia brygadę wizytował ppłk „Wilk”. Za waleczność i odwagę odznaczył on por. Gracjana Fróga „Szczerbca” Srebrnym Krzyżem Zasługi z Mieczami, a 6 partyzantów Krzyżami Walecznych.
11 kwietnia o 23.00 w majątku Małe Soleczniki, powiat Jaszuny, dokonało akcji rekwizycyjnej. Zarekwirowano 10 krów, 1 świnię, 5 koni z zaprzęgiem.
25 kwietnia 3 Brygada dokonała akcji na Jaszuny. Zastrzelono jednego żołnierza niemieckiego, zniszczono maszt telefoniczny, podpalono magazyn zbożowy i jeden dom. Według źródeł polskich, akcja ta nie należała do udanych. W czasie ataku zginęło trzech partyzantów.
3 maja brygada „Szczerbca” stacjonowała w Turgielach. Wzięła udział w uroczystej mszy świętej, a po niej w defiladzie. Na nocleg brygada przeszła do Małachowic i pobliskich zaścianków. Rankiem następnego dnia pluton stacjonujący nieopodal Pawłowa stoczył walkę z 3 kompanią 310 batalionu litewskiego korpusu posiłkowego z Jaszun. Żołnierze litewscy zamordowali kilkanaście osób, nie szczędząc kobiet i starców. Nakazywali skazańcom wieszać się wzajemnie. Spalili 5 domów i 3 stodoły. Zastrzelono m.in. młodą kobietę Stefanię Prokopowicz, która uciekała z dziewięciomiesięcznym dzieckiem na ręku. Na litewską kompanię uderzył pluton z brygady „Szczerbca”, zmuszając ją do wycofania się z Pawłowa. Na wycofującą się kompanię uderzyły też inne pododdziały brygady. W czasie walk zginęło około 20 Litwinów, wielu trafiło do niewoli. Z wyroku sądu polowego, za mordowanie ludności cywilnej, zostało rozstrzelanych czterech oprawców, wśród nich dowódca kompanii 310 batalionu kpt. Markevicius.
12 maja w Graużyszkach odbyła się odprawa koordynacyjna dowódców brygad 3 Zgrupowania i przydzielonej 3 Brygady. Uczestniczył w niej też komendant „Wilk”. Plan działania przedstawił mjr „Jarema”. Przewidywał on rozbicie czterech kompanii z korpusu posiłkowego gen. Plechavičiusa stacjonujących w Murowanej Oszmiance. Uderzenie na miejscowość miała być osłaniana od strony Oszmiany i Tołminowa, gdzie stacjonowały oddziały niemieckie i litewskie. 3 Brygada „Szczerbca” miała uderzyć na miasteczko od strony zachodniej.
Jeszcze 12 maja o  23.00. na Murowaną Oszmianką ruszyły cztery plutony  8 Brygady „Tura”. 3 Brygada „Szczerbca”, która miała uderzyć z zachodniej strony, spóźniła się i do  23.30 w tym kierunku nie padł ani jeden strzał. W takich warunkach mjr „Jarema” nakazał uderzyć 12 Brygadzie z południa. Uderzyła też na odcinku zachodnim spóźniona 3 Brygada „Szczerbca”. Niektóre plutony, nie napotykając oporu, wkroczyły do miasta. Jednak większość toczyła na przedpolach Murowanej Oszmianki krwawą walkę. Pluton „Milimetra” trafił pod zmasowany ostrzał i został przykuty do ziemi. Pierwsza drużyna Józefa Cyry „Zjawy” ruszyła do natarcia mimo silnego ognia nieprzyjacielskiego. W czasie ataku wyparła z zabudowań litewskich żołnierzy. Trzecia drużyna Olgierda Christy „Nocy” trafiła na przedpolach miasteczka na duży bunkier ziemny, który długo się bronił. Dopiero zagrożona okrążeniem, wycofała się. W tej fazie walki brygada „Szczerbca” przełamała obronę przeciwnika i wkroczyła na rynek miasta. Równocześnie z uderzeniem 3 Brygady do dalszego natarcia ruszyły 8 i 12 Brygady. Opór przeciwnika zmalał. Wzięto do niewoli dalszych 70 jeńców. Jednak większość sił litewskich zdołała wycofać się z Murowanej Oszmianki w kierunku północno-zachodnim, który nie był obstawiony i strzeżony. 
3 czerwca 3 Brygada przeprowadziła udaną zasadzkę na szosie na transport niemiecki koło Jaszun. 1 kompania szturmowa zaatakowała kolumnę. W sześciu samochodach siedzieli żołnierze Wehrmachtu, w jednej była aprowizacja. Zdobyto 3 MG 42, około 40 kb typu Mauser, dużo amunicji i kilkanaście pistoletów. 13 czerwca dowództwo brygady postanowiło przeprowadzić identyczną akcję na szosie Wilno – Jaszuny. 1 kompania kilka godzin oczekiwała na odpowiednią kolumnę samochodową. Samochody okazały się jednak puste, a kierowcy szybko wyskoczyli z samochodów i ukryli się w zaroślach. To była zasadzka. Partyzanci nie zdążyli dojść do szosy, kiedy uderzyła na nich ekspedycja karna wzmocniona wozami pancernymi. Niemcy prowadzili silny ogień z broni maszynowej. Podczas wycofywania się poległo 11 żołnierzy AK, a kilku rannych Niemcy po akcji dobili.
27 czerwca przeprowadzono udaną akcję na niemiecką kolumnę transportową pod Solecznikami. Zdobyto broń i amunicję. 29 czerwca grupa polskich partyzantów otrzymała zadanie wymontowania broni pokładowej z samolotu, który nie doleciał do pobliskiego lotniska na Porubance. W momencie, kiedy wykonywała zadanie, od strony Wilna przybył pluton żołnierzy niemieckich na trzech ciężarówkach. Został zaatakowany przez grupę osłony. Oddział niemiecki został całkowicie rozbity. Oddziały polskie wycofały się ze swych pozycji i odeszły do miejsc postoju brygady.
W końcu czerwca brygada weszła w skład Zgrupowania nr 1 Okręgu Wilno Armii Krajowej, a stacjonowała w Onżadowie. Na początku lipca rozpoczęła marsz na północ, w kierunku Wilna. Posuwając się w tym kierunku 3 Brygada musiała przejść trakt oszmiański. Idąc na pozycje wyjściowe do uderzenia na Wilno, 6 lipca przeprowadziła akcję na niemieckie bunkry kolejowe pod stacją Kiena, gdzie zdobyła broń.

### Walki w ramach operacji Ostra Brama
Zgodnie z planem Brygada „Szczerbca”  miała uderzyć na Belmont, wedrzeć się do dzielnicy Zarzecze i dotrzeć do Góry Zamkowej, gdzie miała zedrzeć niemiecką flagę ze swastyką i założyć biało-czewroną chorągiew. Jedna z kompanii miała opanować budynek poczty głównej na rogu ulic Zamkowej i Świętojańskiej obok kościoła św. Jana.
W nocy z 6 na 7 lipca brygada przystąpiła do realizacji planu Ostra Brama. Brygadzie wyznaczono kierunek natarcia od Poręb Rękanciskich, prostopadle do linii kolejowej Wilno – Nowa Wilejka, na wschód od przystanku Kolonia; następnie po sforsowaniu Wilejki wykonać zwrot na zachód i przez tzw. Francuski Młyn oraz las na Belmoncie nacierać na Zarzecze i park Bernardyński. Kierunek dalszego natarcia do ul. Zamkowej włącznie. Kompania szturmowa „Burego” miała dojść do pl. Katedralnego, 2 kompania „Brzozy” miała opanować Pocztę Główną u zbiegu ulic Świętojańskiej i Zamkowej. Odwód stanowiła kompania „Joego”.
6 lipca o 23.00 brygada ruszyła do natarcia. W czasie przekraczania torów na wschód od przystanku kolejowego w Kolonii nadjechał niemiecki pociąg pancerny i ostrzelał pododdziały. Zaskoczeni partyzanci odpowiedzieli ogniem. Straty były jednak duże. Dowództwo oddziałów AK skoncentrowanych na wschód od Wilna było nieświadome tego, że w momencie przystąpienia do natarcia miało na swoich tyłach silną niemiecką grupę bojową w Nowej Wilejce dysponującą pociągiem pancernym.
Pododdziały szybko oddaliły się od torów kolejowych w kierunku Wilejki. Za rzeką, na grzbietach wzgórz dominujących nad doliną, znajdowały się bunkry niemieckie. Było już zupełnie jasno. Brygadzie przyszło przekraczać rzekę pod ogniem nieprzyjaciela. Jedynie kompania „Brzozy” przechodziła rzeczkę po kładce w miejscu znajdującym się w martwym polu.
Próba natarcia na umocnienia niemieckie na Belmoncie bez wsparcia granatników, moździerzy i ciężkiej broni maszynowej nie powiodła się. Wobec tego po krótkiej walce ogniowej komendant brygady wstrzymał dalsze natarcie. Straty wynosiły 36 poległych i 192 rannych.

## Rozformowanie brygady
13 lipca zakończyły się wspólne sowiecko-polskie walki o wyzwolenie Wilna. Po operacji „Ostra Brama” sowieci dążyli do likwidacji oddziałów partyzanckich Armii Krajowej.
17 lipca 1944 NKWD podstępnie aresztowało komendanta okręgu  ppłk Aleksandra Krzyżanowskiego ps. „Wilk”, który przybył do Wilna na zaproszenie gen. Czerniachowskiego w celu podpisania ostatecznego porozumienia. Tego samego dnia wieczorem w Boguszach aresztowano i rozbrojono większość oficerów wileńskich oddziałów AK, którzy stawili się na rzekomą odprawę z komendantem okręgu. NKWD aresztowało tam również dowódcę 3 Wileńskiej Brygady kpt. Gracjana Fróga ps. „Szczerbiec”.
Oddział przemaszerował w stronę Puszczy Rudnickiej. O świcie 18 lipca 1944, na obrzeżach Puszczy Rudnickiej, 3 Wileńska Brygada Armii Krajowej została rozbrojona przez zmotoryzowane oddziały Armii Czerwonej. Jej 2 kompania została rozbrojona podczas marszu do Wilna.

## Żołnierze brygady

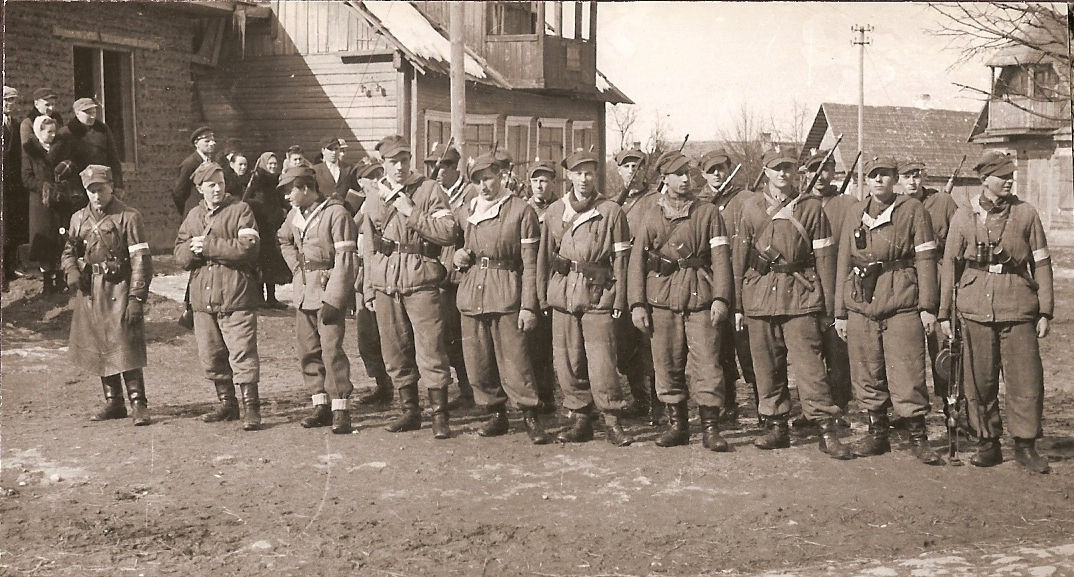
Pluton „Bosego” z 1 kompanii szturmowej

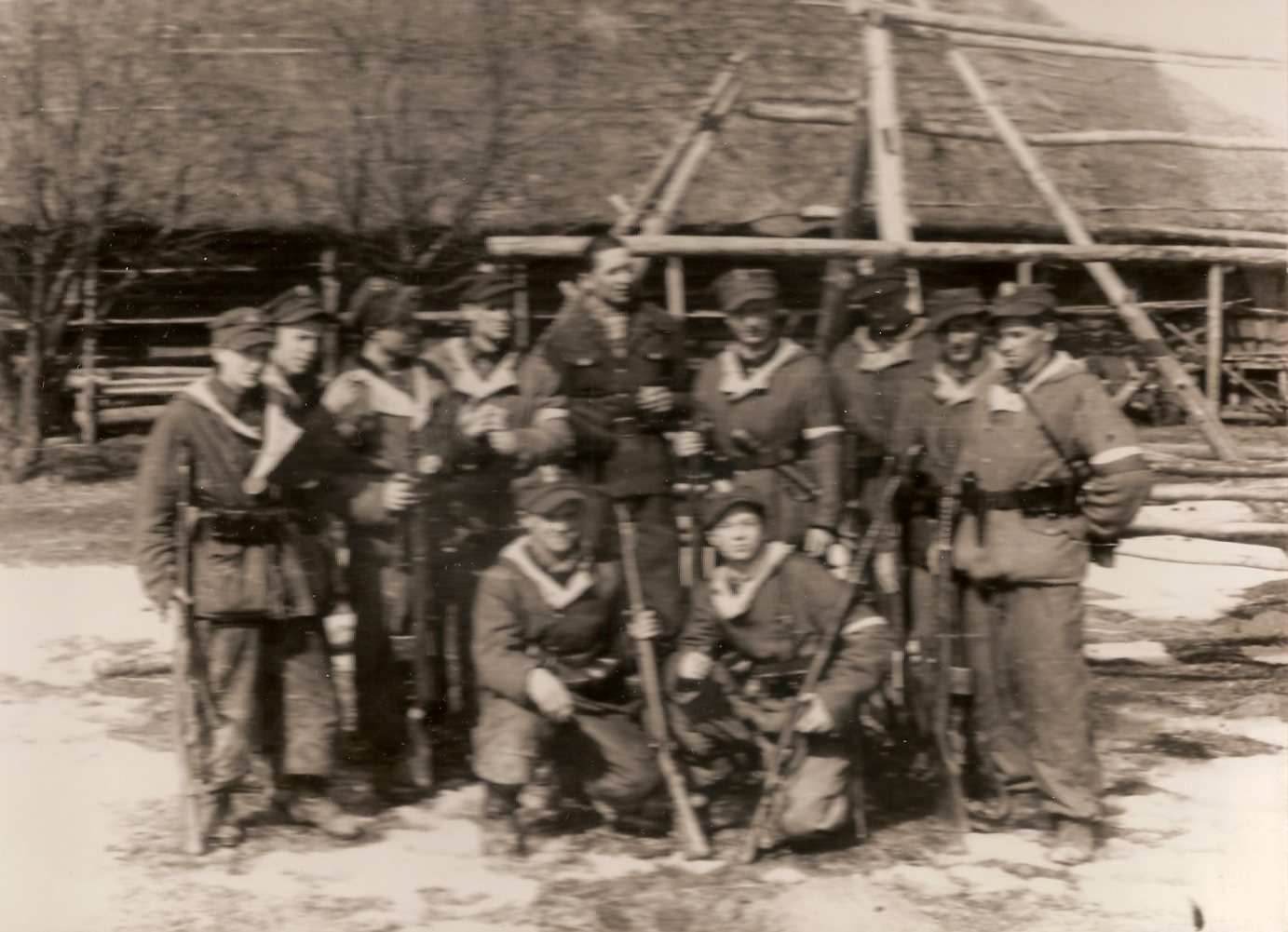
Żołnierze brygady

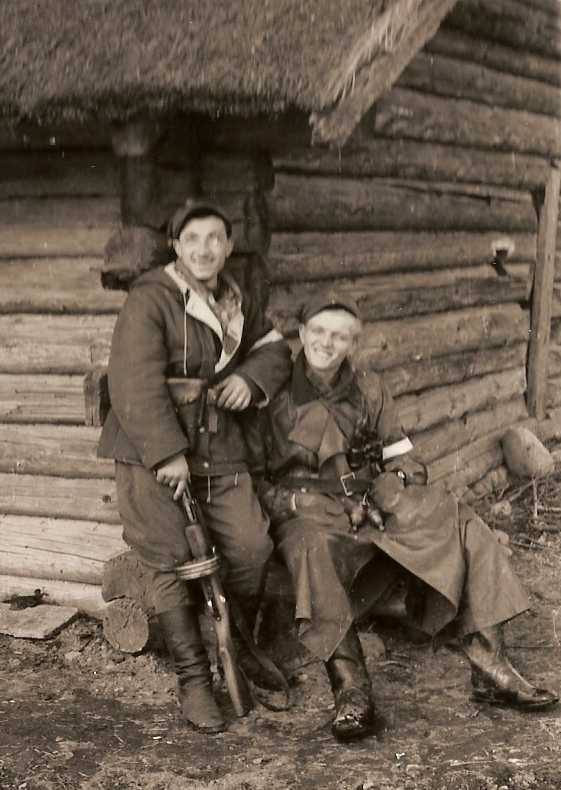
Partyzanci „Kruk” i „Milimetr”

Obsada etatowa brygady 6.07.1944
Dowództwo:
dowódca (komendant) – por. Gracjan Fróg „Szczerbiec”
szef sztabu – por. Edward Dziemieszkiewicz „Bem”
lekarz – ppor. Lech Iwanowski „Lancet”
Pododdziały:
- dowódca 1 kompanii szturmowej – ppor. Romuald Rajs „Bury”
  - dowódca 1 plutonu – Franciszek Gradziewicz „Bosy”
  - dowódca 2 plutonu – Edward Szostak „Silnik”
  - dowódca 3 plutonu – Marian Korejwo „Milimetr”
- dowódca 2 kompanii – por. Wiktor Jagoda „Brzoza”
  - dowódca 1 plutonu – Władysław Markowski „Dżumba”
  - dowódca 2 plutonu – Henryk Siemaszko „Dłuższy”
  - dowódca 3 plutonu – Tadeusz Kuberski „Wyrwa”
- dowódca 3 kompanii – ppor. Jan Kasprzycki „Joe”
  - dowódca 1 plutonu – Robert Nakwas-Pugaczewski „Okoń”
  - dowódca 2 plutonu – Mieczysław Zajewski „Turbacz”
  - dowódca 3 plutonu – Henryk Iwaszkiewicz „Ojciec”
- dowódca 4 kompanii – por. Zygmunt Kearney „Kirkor”
  - dowódca 1 plutonu – Włodzimierz Jurasow „Wiarus”
  - dowódca 2 plutonu – ppor. Kazimierz Sutowicz „Kromoła”
  - dowódca 3 plutonu – Jan Duchowski „Owieczka”
- dowódca szwadronu kawalerii – rtm. Stanisław Zybert- Platter „Wishling”
  - dowódca 1 plutonu – Kazimierz Chmielowski „Rekin”[f][g]
  - dowódca 2 plutonu – por. Wieńczysław Pławiński „Harap”
  - dowódca 3 plutonu – Leonard Kulewicz „Szpak”
- dowódca plutonu ckm – pchor. Władysław Masiulani „Robak”
- dowódca kolumny samochodowej – kpt. Konstanty Szczerba-Majewski „Biały”
- dowódca plutonu żandarmerii – Jan Murawiński „Szczupak”
- dowódca drużyny motocyklistów – Stanisław Bekiesz „Pomian”
- dowódca plutonu cyklistów – por. Kazimierz Wędzicha „Krak”
- dowódca drużyny łączności – „Ali”
- dowódca drużyny ochrony – „Kruk”
- dowódca drużyny granatników – „Gigant”
- orkiestra – „Czardasz”

Partyzanci:
- Józef Bandzo – „Jastrząb”[h]
- Witold Czarnecki - "Kadet"
- Zygmunt Kłosiński – „Huzar”
- Marian Michniewicz – „Kurzawa”
- Jerzy Jan Ossowski – „Osa”
- Feliks Selmanowicz – „Zagończyk”
- Zbyszko Siemaszko – „Swojak”

## Hymn brygady
Hymn brygady „Na znojną walkę” powstał jeszcze w okresie „budowy ziemianki”. Melodię zaproponował „Bosy”, zmieniając nieco melodię i rytm popularnego tanga „To śpiewa noc (...)”. Słowa napisał Henryk Rasiewicz „Kim”.

Na znojną walkę, krwawy bój z wrogami,
Każdego z nas sumienia wezwał głos,
Przebojem iść, a los iść musi z nami,
A jeśli nie to przełamiemy los.
Życie lub śmierć rozdziela nam przypadek,
Najwyższym prawem, nam żołnierska cześć,
Granatów huk, bojowych wypraw ślady,
Twardego życia, twardą tworzą pieśń.
Bo nasza pieśń nie pachnie rozmarynem,
Nie ma w niej dziewcząt, ni pachnących ust,
Jak nasze życie pachnie krwią i dymem,
Pieszczotą rąk karabinowy spust.
Naszą muzyką cekaemów bicie,
Nocne ataki nam rozrywką są,
Choć wrogi pocisk przetnie czyjeś życie,
Kto pozostanie wywalczy wolność swą.
Dość mamy pęt, skończyła się cierpliwość.
Dość pełnych więzień i spalonych miast.
Mścicielska pięść wymierzy sprawiedliwość,
A naszą pieśń podniesiem aż do gwiazd,
Bo nasza pieśń nie brzęczy łańcuchami,
Kipi w niej bunt, nasz sprawiedliwy gniew,
Ten przeciw nam, który nie idzie z nami,
Jak wyrok groźny jemu jest nasz śpiew.

## Upamiętnienie

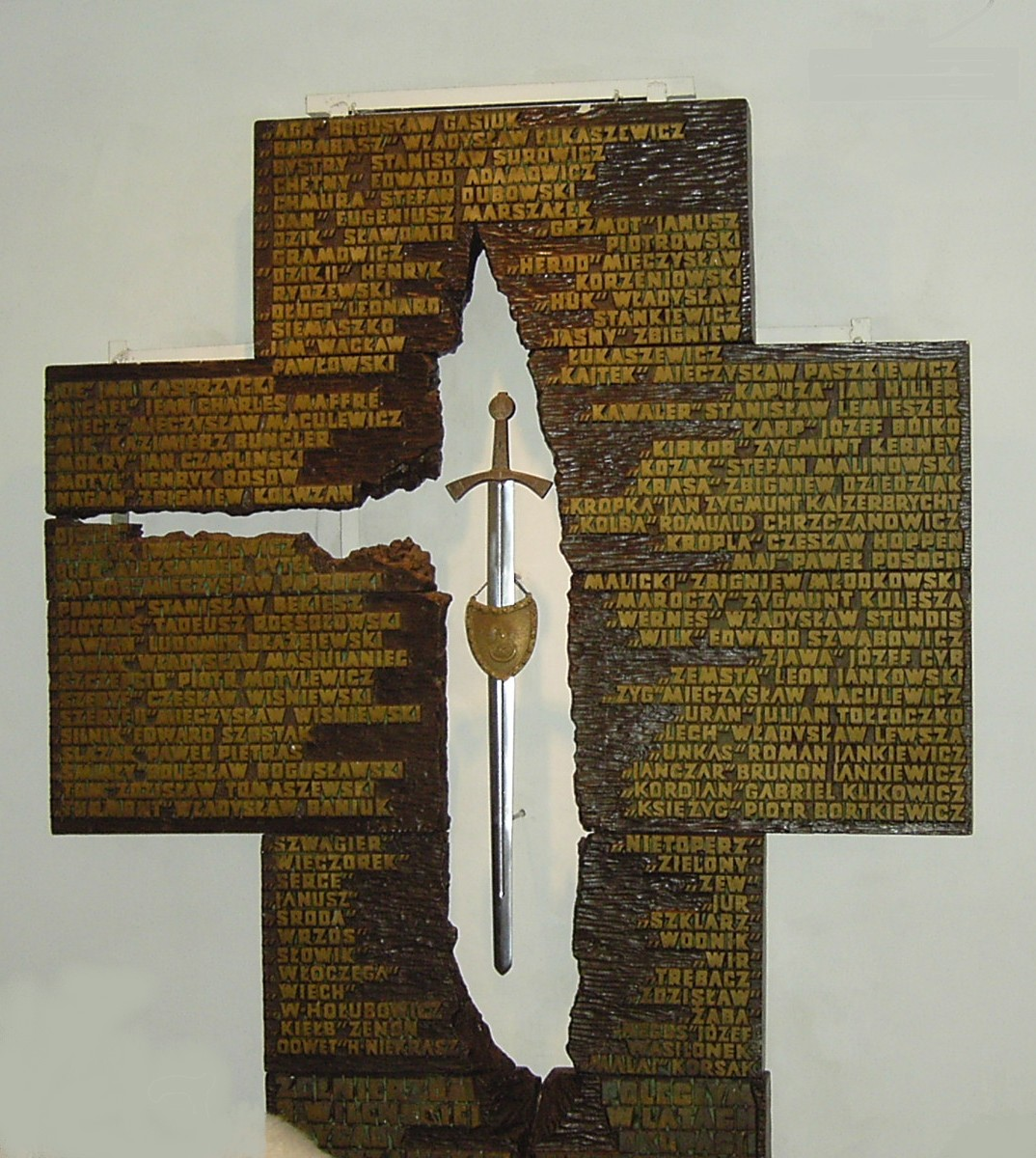
Tablica poświęcona 3 Wileńskiej Brygadzie AK w Kościele pw. Matki Boskiej Ostrobramskiej w Szczecinie

- Tradycje Brygady kultywuje 4 Warmińsko-Mazurska Brygada Obrony Terytorialnej.

Miejsca pamięci
- Tablica upamiętniająca poległych w walce żołnierzy 3 Wileńskiej Brygady AK - wewnątrz bazyliki Mariackiej w Gdańsku
- Tablica poświęcona 3 Wileńskiej Brygadzie Armii Krajowej w Kościele pw. Matki Boskiej Ostrobramskiej w Szczecinie.
- Epitafium poległych, zamordowanych i zaginionych żołnierzy 3 Brygady „Szczerbca” w kościele garnizonowym pw. Św. Elżbiety we Wrocławiu.